# Ancienne église Notre-Dame de Royan
L’ancienne église Notre-Dame de Royan était un édifice religieux situé dans le centre-ville de Royan, en Charente-Maritime. Principal lieu de culte de la station balnéaire, elle fut détruite au cours des bombardements alliés qui ravagèrent la cité en 1945 et remplacée quelques années plus tard par un édifice moderniste, l'église Notre-Dame de Royan.

## Historique
La ville de Royan fut longtemps partagée entre deux noyaux urbains bien distincts : ainsi, au début du XVIIe siècle, on relève d'une part la citadelle, située sur le rocher de Foncillon, et d'autre part, sur une hauteur située un peu au nord de celle-ci, le village de Saint-Pierre, regroupé autour de son église romane. Les deux entités sont des paroisses distinctes, ayant chacune leur église.
En 1621, Royan est une place forte en majorité protestante, tandis que le village de Saint-Pierre reste en majorité catholique. En ces temps de troubles religieux, Henri de Rohan, chef du parti protestant, intrigue avec les Anglais. On lui prête le rêve de constituer autour de La Rochelle une sorte de « république » protestante, dont Royan ferait partie. L'agitation croissante dans l'Ouest pousse le roi Louis XIII à réagir : en 1622, le siège est mis devant les remparts de Royan. Devant l'inégalité des forces en présence, les Royannais décident de se rendre et le 11 mai 1622, le roi fait une entrée solennelle dans la place forte désormais soumise. Pourtant, nombre de Royannais ont le sentiment d'avoir été trahis par leurs chefs : un an plus tard, en 1623, ils se soulèvent, massacrant la garnison. Devant cet affront, le roi envoie le duc d'Épernon mater la révolte, avec pour consigne de ne faire aucun quartier. La citadelle est mise à sac, incendiée, la population massacrée. Les maisons sont démantelées et interdiction est faite de reconstruire sur les lieux de l'ancienne place forte. Un faubourg se constitue le long de la plage, et l'ancienne paroisse, désormais dépourvue de lieu de culte, est rattachée à Saint-Pierre.
Lorsque la ville de Royan est tirée de son sommeil par l'émergence de la mode des bains de mer, la nécessité de disposer d'un lieu de culte décent ne tarde pas à se faire sentir. L'église Saint-Pierre, vétuste, est fermée au culte en 1862. Les offices sont alors célébrés dans la petite chapelle du couvent des Récollets, alors même que la population a presque doublé en un siècle, sans compter les estivants.
En 1857, un terrain est cédé à la municipalité (legs Dumoulin). Cependant, des querelles quant au choix et aux dimensions du nouveau sanctuaire ne tardent pas à éclater. Le maire de l'époque, Alfred de La Grandière, démissionne ; dans le même temps, l'architecte choisi pour la réalisation du projet, Gustave Alaux, décide d'abandonner le projet. Il faudra attendre 1874 pour que la première pierre du nouveau sanctuaire soit posée. Les travaux, dirigés par l'architecte Auguste Labbé, durent jusqu'en 1879. La réalisation en est confiée à l'entrepreneur libournais Joseph Maureau.
Durant la Seconde Guerre mondiale, Royan est intégrée aux défenses allemandes : à la fin du conflit, elle devient l'une des « poches » de résistance. À ce titre, la ville est sévèrement bombardée par les alliés au petit matin du 5 janvier 1945, subissant deux assauts aériens de la RAF. Le centre-ville est détruit à 85 % : les principaux monuments et infrastructures de la ville, y compris l'église, sont entièrement détruits.
Au moment de la reconstruction de la ville, devant l'ampleur du désastre, il est décidé de bâtir suivant de nouvelles normes, en employant béton armé et techniques d'avant-garde. Ainsi s'élève, un peu en retrait du site de l'ancienne église, la nouvelle église Notre-Dame de Royan, œuvre de l'architecte Guillaume Gillet.

## Description

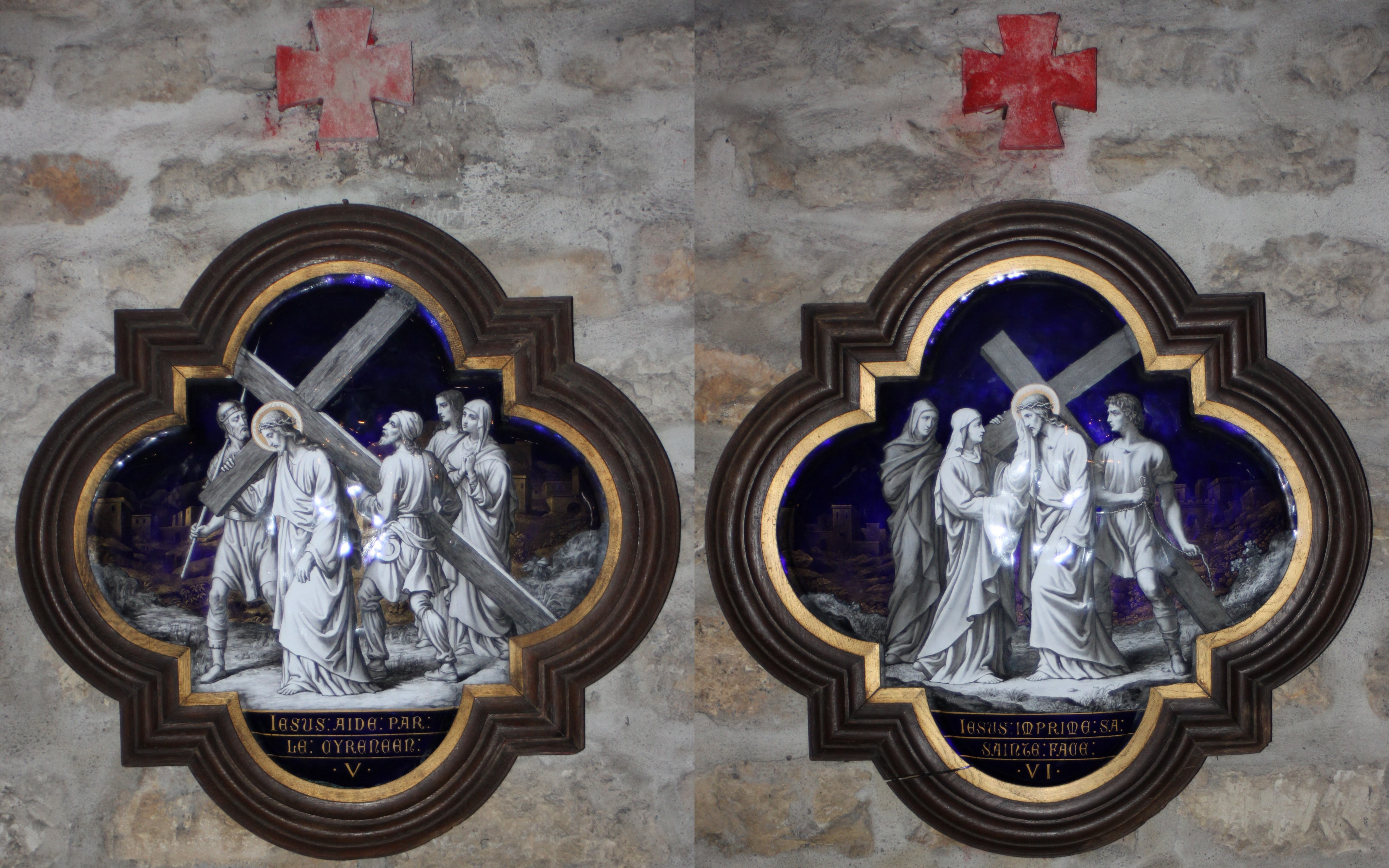
Deux des stations du chemin de croix, épargnées lors du bombardement de 1945, actuellement en la nouvelle église.

Après de nombreuses tergiversations, la municipalité choisi finalement le projet de l'architecte Auguste Labbé, consistant en l'érection d'un vaste sanctuaire néo-gothique. Celui-ci se caractérisait par une nef de quatre travées, flanquée de bas-côtés, par un profond transept encadré d'arcs-boutants et éclairé de deux rosaces, ainsi que par un chevet à pans coupés bordé de deux sacristies. Deux absidioles rectangulaires venaient se greffer sur les croisillons, communiquant avec le chœur du sanctuaire ainsi qu'avec les sacristies attenantes. L'ensemble du sanctuaire était voûté sur croisées d'ogives. La façade était dominée par un clocher élancé, édifié au-dessus d'une tribune aménagée en 1888 par Louis Labbé, fils d'Auguste Labbé. Quatre pinacles encadraient une flèche octogonale. Le sommet de celle-ci fut renversé par une tempête dans la nuit du 11 novembre 1916, avant d'être finalement reconstruit en 1928. À l'intérieur se trouvait un buffet d'orgue et un chemin de croix, dont quelques panneaux ont pu être retrouvés dans les ruines : ceux-ci se trouvent désormais dans la nouvelle église.